# Шуейб Касу
Шуейб Касу (англ. Shoayb Casoo) — південноафриканський дипломат. Надзвичайний і Повноважний Посол ПАР в Києві (Україна).

## Життєпис
Працював Тимчасовим повіреним у справах ПАР в Тунісі, згодом Генеральним консулом Південноафриканської республіки в місті Джидда (Саудівська Аравія)
До призначення на посаду посла був директором Директорату Центральної та Східної Європи, Північних та Балтійських країни Міністерства міжнародних відносин та співробітництва ПАР.
З 2023 року — Надзвичайний і Повноважний Посол ПАР в Києві (Україна).
27 жовтня 2023 року вручив копії вірчих грамот заступникові міністра закордонних справ України Максиму Субху.
10 листопада 2023 року вручив вірчі грамоти Президенту України Володимиру Зеленському